# Adolf Wild von Hohenborn
Adolf Heinrich Wild von Hohenborn (Kassel, 8. srpnja 1860. -  Malsburg-Hohenborn, 25. listopada 1925.) je bio njemački general i vojni zapovjednik. Tijekom Prvog svjetskog rata bio je pruski ministar rata, te je zapovijedao sa XVI. korpusom na Zapadnom bojištu.

## Vojna karijera
Adolf Wild von Hohenborn rođen je 8. srpnja 1860. godine u Kasselu. U prusku vojsku stupio je kao kadet u rujnu 1878. godine nakon čega je služio u raznim vojnim jedinicama. Nakon što je dvije godine zbog studiranja bio na dopustu, 1887. godine nastavlja služiti u vojsci. U travnju 1906. postaje načelnikom stožera XIII. korpusa smještenog u Stuttgartu, dok u travnju 1912. postaje zapovjednikom 3. gardijske brigade smještene u Berlinu. U srpnju 1913. odlazi u prusko ministarstvo rata na mjesto načelnika uprave na kojom mjestu dočekuje i početak Prvog svjetskog rata.

## Prvi svjetski rat
Mjesec dana nakon početka Prvog svjetskog rata dobiva zapovjedništvo nad 30. pješačkom divizijom koja se nalazila u sastavu 7. armije. Početkom studenog 1914. postaje načelnikom stožera 8. armije koju dužnost međutim, obnaša svega mjesec dana s obzirom na to da već krajem studenog postaje zamjenik načelnika stožera Vrhovnog zapovjedništva.
U siječnju 1915. unaprijeđen je u general-poručnika, te postaje pruskim ministrom rata zamijenivši na tom mjestu Ericha von Falkenhayna koji više nije mogao istodobno obnašati dužnost načelnika Vrhovnog zapovjedništva i pruskog ministra rata. Za uspješno planiranje ratnih operacija dok je bio načelnik stožera 8. armije Hohenborn je 2. kolovoza 1915. odlikovan ordenom Pour le Mérite. Dužnost pruskog ministra rata obnaša do listopada 1916. kada je zbog sukoba s načelnikom Vrhovnog zapovjedništva Paulom von Hindenburgom smijenjen.
Nakon smjene u studenom 1916. preuzima zapovjedništvo nad XVI. korpusom koji se nalazio u sastavu 5. armije na Zapadnom bojištu. Navedenim korpusom koji je držao položaje u Argonnskoj šumi Hohenborn je zapovijedao sve do kraja rata.

## Poslije rata
Nakon završetka rata Hohenborn je vodio povlačenje XVI. korpusa natrag u Njemačku nakon čega je 3. travnja 1919. umirovljen. Preminuo je 25. listopada 1925. godine u 65. godini života u Malsburg-Hohenbornu.       

## Vanjske poveznice
(eng.) Adolf Wild von Hohenborn na stranici Prussianmachine.com

(njem.) Adolf Wild von Hohenborn na stranici Deutschland14-18.de  Arhivirana inačica izvorne stranice od 4. ožujka 2016. (Wayback Machine)